# 十二點半新聞
《十二點半新聞》（英語：News at 12:30）是香港亞洲電視新聞及公共事務部製作的新聞節目，每天香港時間中午十二點半於旗下頻道本港台播出。

## 節目歷史
1969年7月1日起，麗的電視中文台午間12:15增加一節新聞及天氣報告，共15分鐘。
麗的電視復播後，1973年12月2日起，中文台在13:00播出新聞及天氣報告，約30分鐘。
1974年3月17日起，改為13:30播出，縮短至15分鐘。
1974年7月8日起，改為12:30播出。
1982年9月27日起，改為13:00播出。
1987年5月11日起，改為12:45播出。
1989年2月13日起，改名為《十二點九新聞》。
1994年10月17日起，改名為《十二點半新聞》後，改為12:30播出，並維持至今。
2007年7月22日起，亞洲電視新聞及公共事務部正式由廣播道81號遷往大埔工業邨後，《十二點半新聞》不再使用虛擬演播室技術。
2008年9月28日起，《十二點半新聞》改用16:9技術製作。
2009年4月1日起，由於新聞財經頻道停播及亞洲高清台啟播，《十二點半新聞》在本港台與亞洲高清台同步播放。
新聞播放完畢後，廣告後有一節《天氣報告》（星期一至日）及《經濟快訊》（星期一至五）。
2009年7月27日起，《十二點半新聞》恢復使用虛擬演播室。
2011年4月4日起，《亞洲早晨》依舊使用虛擬演播室技術，《十二點半新聞》、《六點鐘新聞》、《夜間新聞》取消虛擬演播室技術而使用真實廠景。
2011年5月2日起，由於亞洲高清台改稱亞洲台，《十二點半新聞》改於本港台及亞洲台同步播出。
2015年5月18日起，由於新聞部人手資源短缺，決定取消播出《十二點半新聞》，緊接播出之《天氣報告》及《經濟快訊》亦取消，星期一至五原時段改為重播《亞視光輝歲月》（5月18日則重播《時事追擊》），星期六、日非賽馬日重播的《ATV亞洲劇場：世紀之戰》提早至12:30播映，星期六、日賽馬日的《賽馬直擊》提早至12:25開始直播。
2015年8月1日起，亞視新聞部恢復製作《十二點半新聞》，同時恢復午間《天氣報告》及《經濟快訊》；不同的是節目只於本港台播放，而不與亞洲台聯播。
2016年1月1日起，《十二點半新聞》更換片頭設計。
2016年1月7日起，《十二點半新聞》增大片頭設計中的「十二點半新聞」字體。
2016年2月1日起，因亞洲電視拖欠部分員工12月份薪金的1個月期限屆滿，預料會有員工相繼離職，決定再度取消播出《十二點半新聞》，至此節目全面停播。原時段星期一至五改為重播《嶺南文化之旅》，星期六、日改為重播《環遊世界》。

## 主播安排
參見：亞視新聞
- 已離職主播：包雲龍、劉國華、李燦榮、歐志良、盧卓瑤、吳秀華、梁家寶、李靜愉、許方輝、鄧景輝、徐忠明、羅振邦、蔡子君、盧瑞盛、莊燕玲、范樂蘅、洪綺敏、梁靜雯、曾詠珊、余安琪、李卓敏、羅雯麗、文橋康、陳苑蓉、蔡芷璇、林詠雯、李文欣、梁麗嫦、陳佩琳、黃雅宇、溫智韻、姚健文、鄧駿暉、卓麗雯、徐月娥、李彤、尹慧筠、洪潔薇、劉曉君、羅恩惠、張惠萍、梁溯庭、潘詠兒

## 節目調動
當《十二點半新聞》並非中午12:30時播出，該節新聞會改稱《新聞報道》。
- 2011年7月28日，因要直播國務院總理溫家寶在「7·23」甬溫線特別重大鐵路交通事故現場舉行的中外記者會，當日《十二點半新聞》延至13:00結束。
- 2012年3月25日，因直播《第四屆行政長官選舉》節目而延遲至12:35播出，及後因要直播行政長官梁振英的勝利宣言而延至13:30結束。
- 2013年1月16日，因行政長官梁振英發表任內首份施政報告至約13:13，當日直播《2013施政報告》完畢後，隨即在約13:13至13:32播出《新聞報道》。
- 2013年2月27日，因財政司司長曾俊華發表財政預算案至約12:50，當日直播《2013-14財政預算案》完畢後，隨後在12:53至13:12播出《新聞報道》。
- 2015年1月14日，因行政長官梁振英發表任內第三份施政報告至約13:05，當日直播《2015施政報告》完畢後，隨即在約13:05至13:30播出《新聞報道》。
- 2016年1月13日，因行政長官梁振英發表任內第四份施政報告至約13:18，當日直播《2016施政報告》完畢後，之後在約13:23至13:36播出《新聞報道》。